# Tlaková nádoba reaktoru

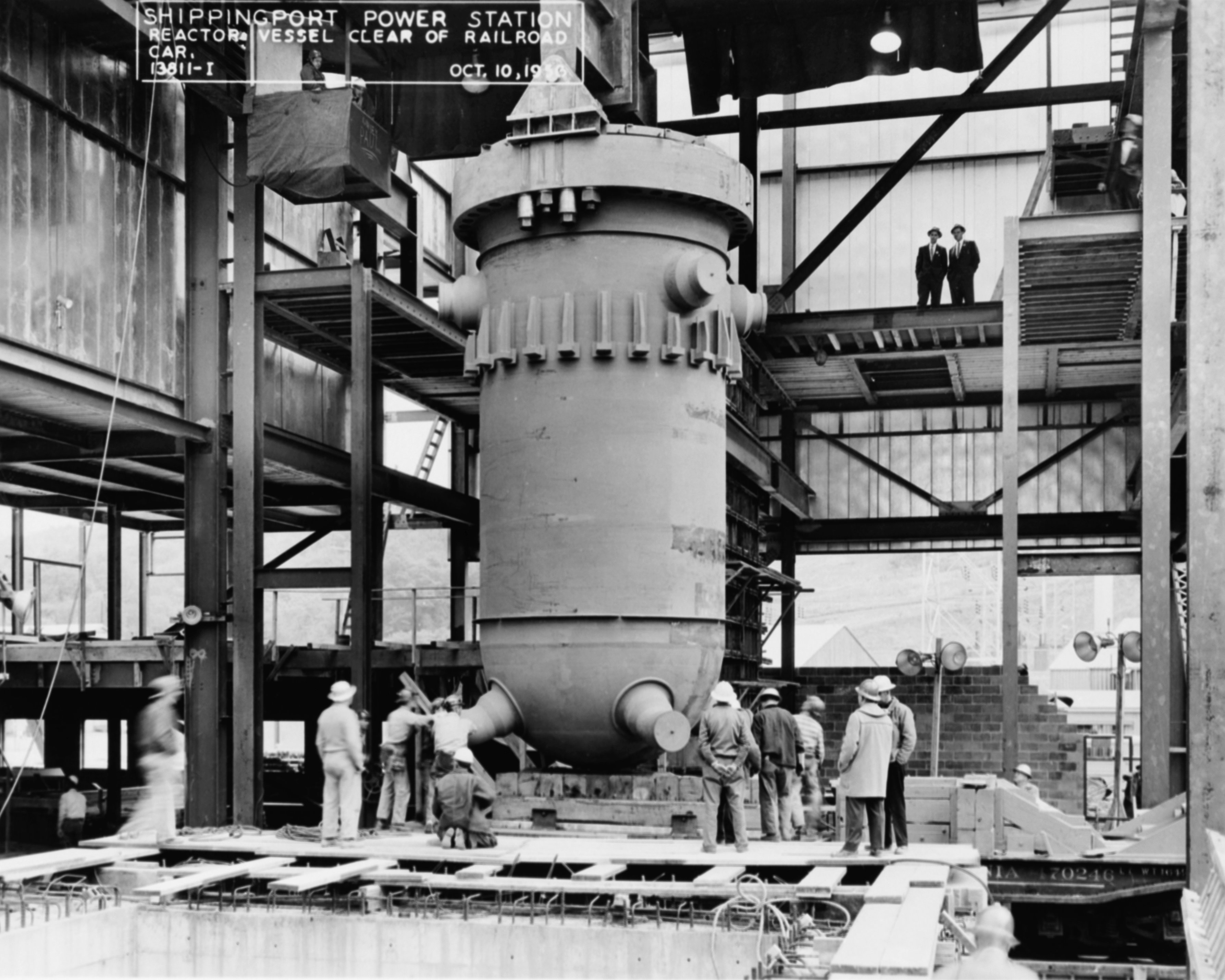
Nádoba reaktoru použitá v první americké komerční jaderné elektrárně Shippingport. Foto z roku 1956.

Tlaková nádoba reaktoru (TNR) (anglicky Reactor Pressure Vessel - RPV) v jaderné elektrárně je tlaková nádoba obsahující chladivo jaderného reaktoru, plášť aktivní zóny a aktivní zónu reaktoru. V tlakové nádobě reaktoru probíhá veškerá jaderná reakce, díky které se vytváří teplo. Teplo je chladivem odváděno z TNR do parogenerátoru.

## Klasifikace jaderných reaktorů

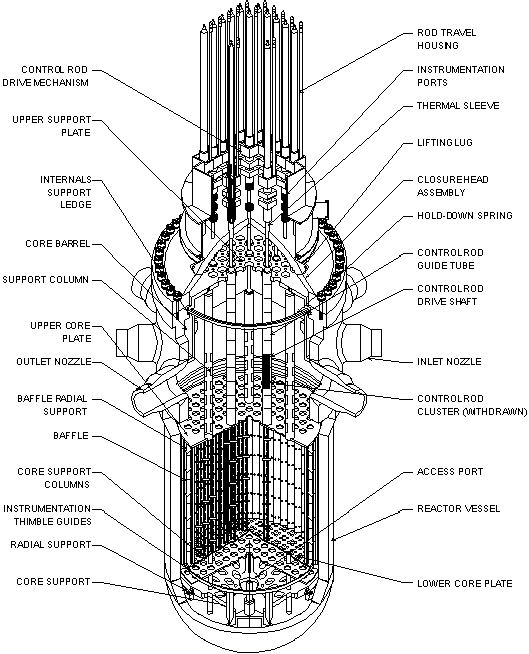
Schéma typické TNR

Většina energetických reaktorů sice tlakovou nádobu má, u každého typu reaktoru je ale jiná, některé reaktory dokonce vůbec žádnou nemají. Tlakové nádoby reaktorů lze rozdělit podle jejich chladiva:
- Lehkovodní reaktor - Zahrnuje tlakovodní  a varné reaktory. Většina jaderných reaktorů je tohoto typu. Nádoba je tvořena z několika svařených ocelových prstenců a vypuklých konců. TNR varného reaktoru je mnohem větší, protože se voda vaří přímo v nádobě.
- Grafitem moderovaný, vodou chlazený reaktor – Zahrnuje reaktory RBMK, které mají ve srovnání s drtivou většinou jaderných elektráren velmi neobvyklou konfiguraci reaktoru. Mají namísto tlakové nádoby každý palivový soubor uzavřený v samostatné trubce o průměru 8 cm.
- Plynem chlazený tepelný reaktor – zahrnuje pokročilé plynem chlazené reaktory, plynem chlazené rychlé reaktory a vysokoteplotní plynem chlazené reaktory. Podobně jako reaktory RBMK, plynem chlazené reaktory zpravidla TNR kvůli velkému objemu aktivní zóny nemají. Mají však betonovou obálku, ve které je celý primární okruh uzavřen.
- Tlakový těžkovodní reaktor – jedná se o reaktory, které využívají těžkou vodu jako moderátor, příkladem těžkovodního reaktoru je kanadský reaktor CANDU. Obvykle mají moderátor uzavřený v tlakové nádobě zvané calandria, přes kterou vedou otvory pro palivové články a chladivo.
- Reaktor chlazený kapalným kovem – využívá tekutý kov, jako je sodík nebo slitina olova a bismutu k chlazení jádra reaktoru. Nádoba sice nemusí být vysokým tlakem, musí však být odolný vůči chemické korozi i erozi. Zpravidla je proto vyrobena z nerezové oceli.
- Reaktor s roztavenou solí - jako chladivo se používají soli, typicky fluoridy alkalických kovů a kovů alkalických zemin. TNR srovnatelná s LMR.

Z hlavních tříd reaktorů s tlakovou nádobou je tlakovodní reaktor jedinečný v tom, že tlaková nádoba je během provozu vystavena značnému ozáření neutrony a v důsledku toho může časem zkřehnout. Zejména větší tlaková nádoba varného reaktoru je lépe chráněna před tokem neutronů. Ačkoliv je výroba nákladnější především kvůli velikosti, má výhodu v tom, že pro prodloužení její životnosti nepotřebuje žíhání jako je tomu u tlakovodních reaktorů.
Žíhání tlakovodních reaktorových nádob za účelem prodloužení jejich životnosti je komplexní a vysoce hodnotná technologie aktivně vyvíjená jak výrobci jaderných komponent, tak provozovateli tlakovodních reaktorů.

## Komponenty tlakové nádoby tlakovodního reaktoru

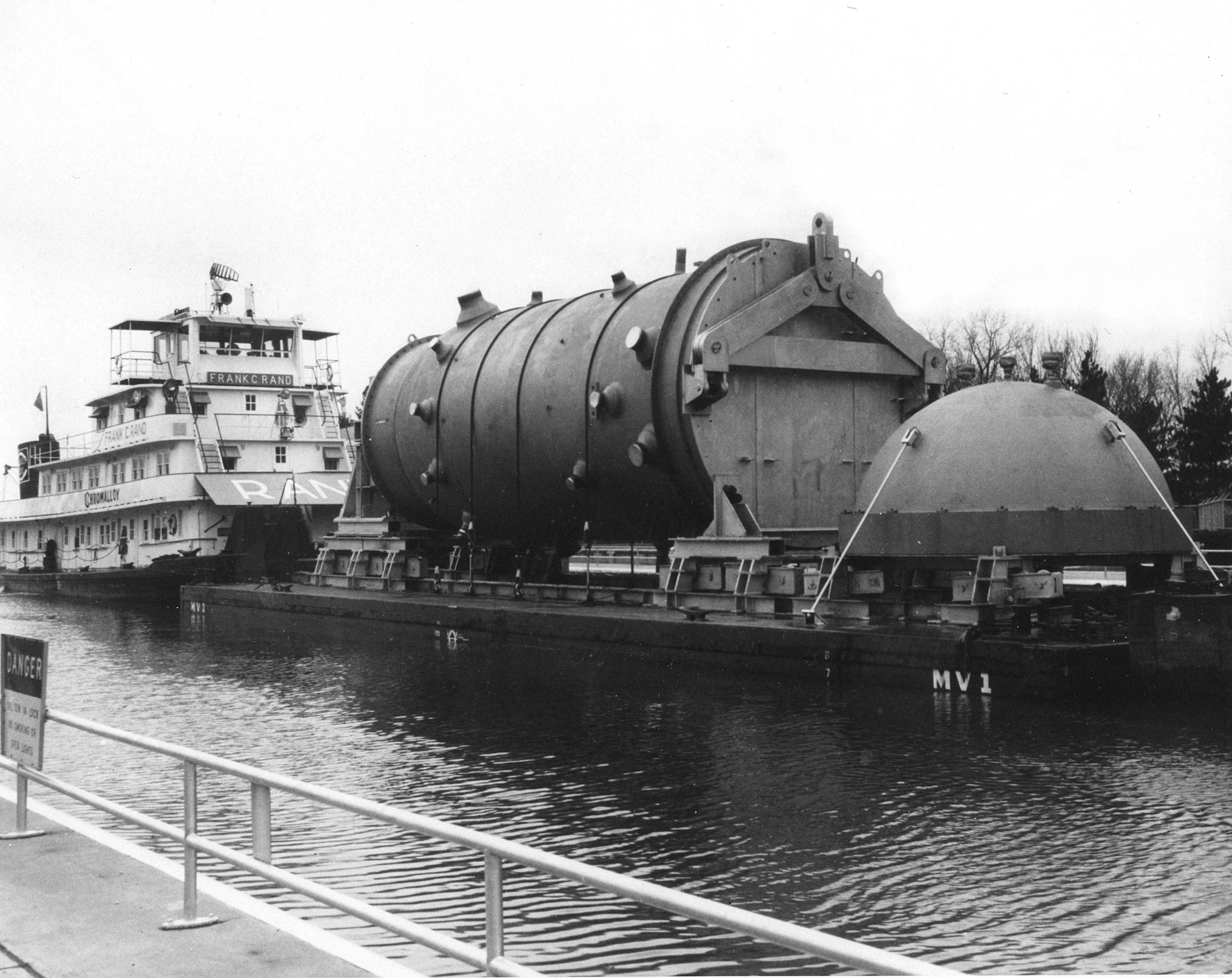
Tělo reaktorové nádoby a hlava nádoby na cestě do drážďanské jaderné elektrárny

Všechny tlakové nádoby tlakovodních reaktorů sdílejí některé vlastnosti bez ohledu na konkrétní konstrukci.

### Tělo nádoby reaktoru
Těleso nádoby reaktoru je největší součástí. Během provozu se uvnitř nachází palivové soubory, chladivo a armatury pro podporu toku chladiva a nosné konstrukce. Obvykle má válcový tvar a je nahoře otevřená pro jednodušší výměnu paliva.

### Hlava nádoby reaktoru

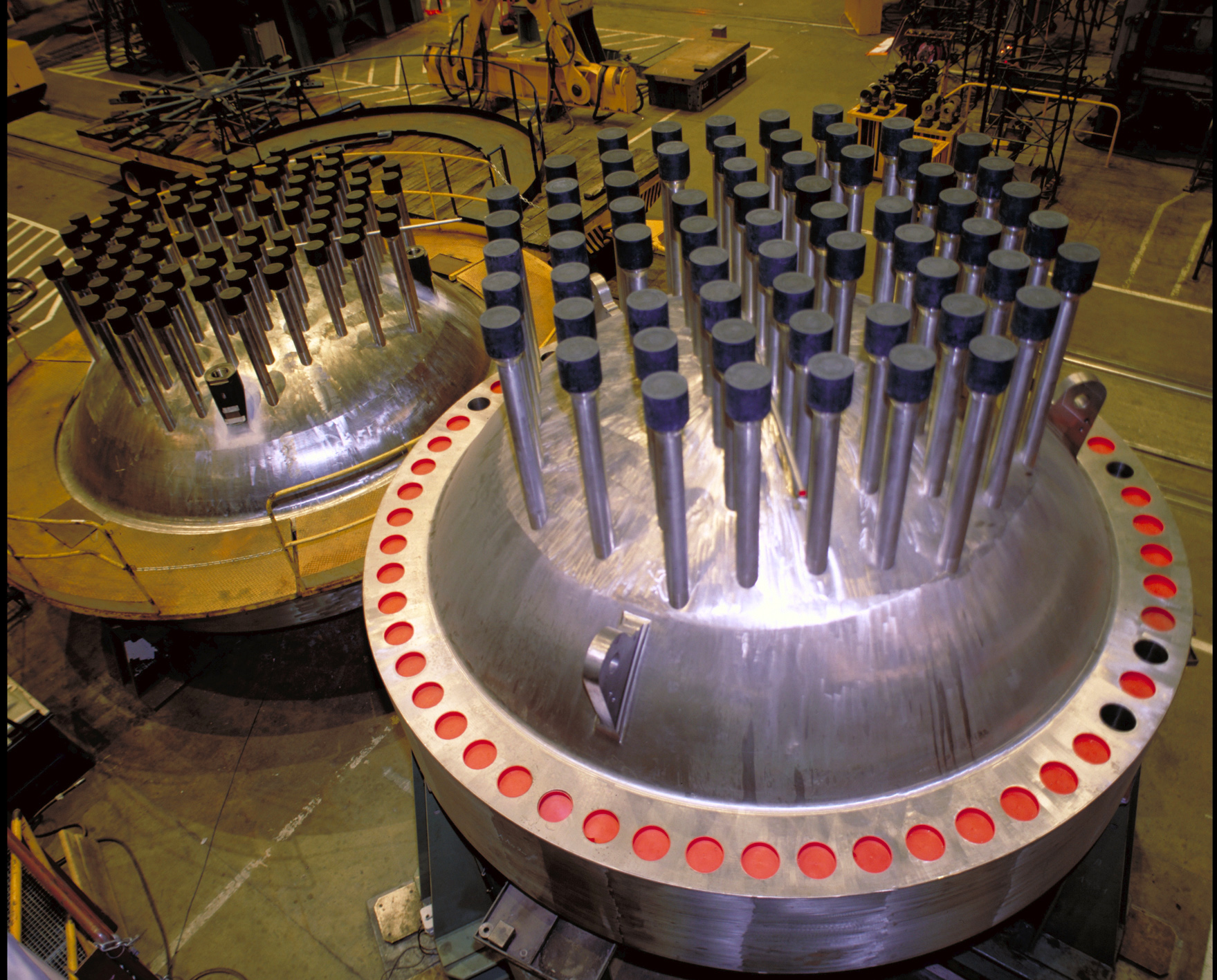
Hlava nádoby reaktoru pro tlakovodní reaktor

Tato konstrukce je připevněna k horní části těla nádoby reaktoru. Obsahuje otvory, které umožňují přichycení hnacího mechanismu řídicích tyčí k řídicím tyčím v palivovém souboru. Sondy pro měření hladiny chladiva, teploty a neutronového toku také vstupují do nádoby přes hlavu nádoby reaktoru.

### Palivový soubor
Palivový soubor jaderného paliva se skládá palivových tyčí naplněných tabletami z uranu či plutonia. Palivové tyče jsou obvykle uspořádány ve čtvercové geometrii. Sovětské reaktory využívají hexagonální geometrii.

### Neutronový reflektor nebo absorbér
Válcový štít ovinutý kolem aktivní zóny, který chrání vnitřek nádoby před rychlými neutrony unikajícími z palivového souboru. Reflektory odráží neutrony zpět do palivového souboru, aby zlepšili úsporu neutronů. Hlavním účelem je však chránit nádobu před poškozením způsobeným rychlými neutrony, které mohou způsobit křehnutí nádoby a snížit její životnost.

## Materiál
TNR hraje kritickou roli v bezpečnosti reaktoru PWR a použité materiály musí být schopny spolehlivě odolat tlaku a teplotě uvnitř nádoby. Materiály použité ve válcové části nádoby se postupem času vyvíjely, ale obecně se skládají z nízkolegovaných feritických ocelí plátovaných 3-10 mm austenitické nerezové oceli . Výstelka z nerezové oceli se primárně používá v místech, která přicházejí do styku s chladicí kapalinou, aby se minimalizovala koroze. V 60. letech se v těle nádoby používal molybden-manganový plechSA-302 třídy B. Postupem času byly vyžadovány větší tlakové nádoby a ke zvýšení meze kluzu bylo vyžadováno přidání zhruba 0,4 až 0,7 % niklu do této slitiny. Mezi další běžné slitiny oceli patří SA-533 Grade B Class 1 a SA-508 Class 2. Oba materiály mají jako hlavní legovací prvky nikl, mangan, molybden a křemík. SA-508 Class 2 také obsahuje stopy chromu. Nízkolegované feritické oceli NiMoMn jsou pro tento účel atraktivní díky své vysoké tepelné vodivosti a nízké tepelné roztažnosti, což jsou vlastnosti, které je činí odolnými vůči teplotním šokům. Při porovnávání vlastností těchto ocelí je však třeba brát v úvahu odolnost vůči poškození zářením.
V roce 2018 Rosatom oznámil, že vyvinul techniku tepelného žíhání pro RPV, která zmírňuje poškození zářením a prodlužuje životnost o 15 až 30 let. Tato metoda byla demonstrována na 1. bloku jaderné elektrárny Balakovo.

## Radiační poškození kovů a slitin

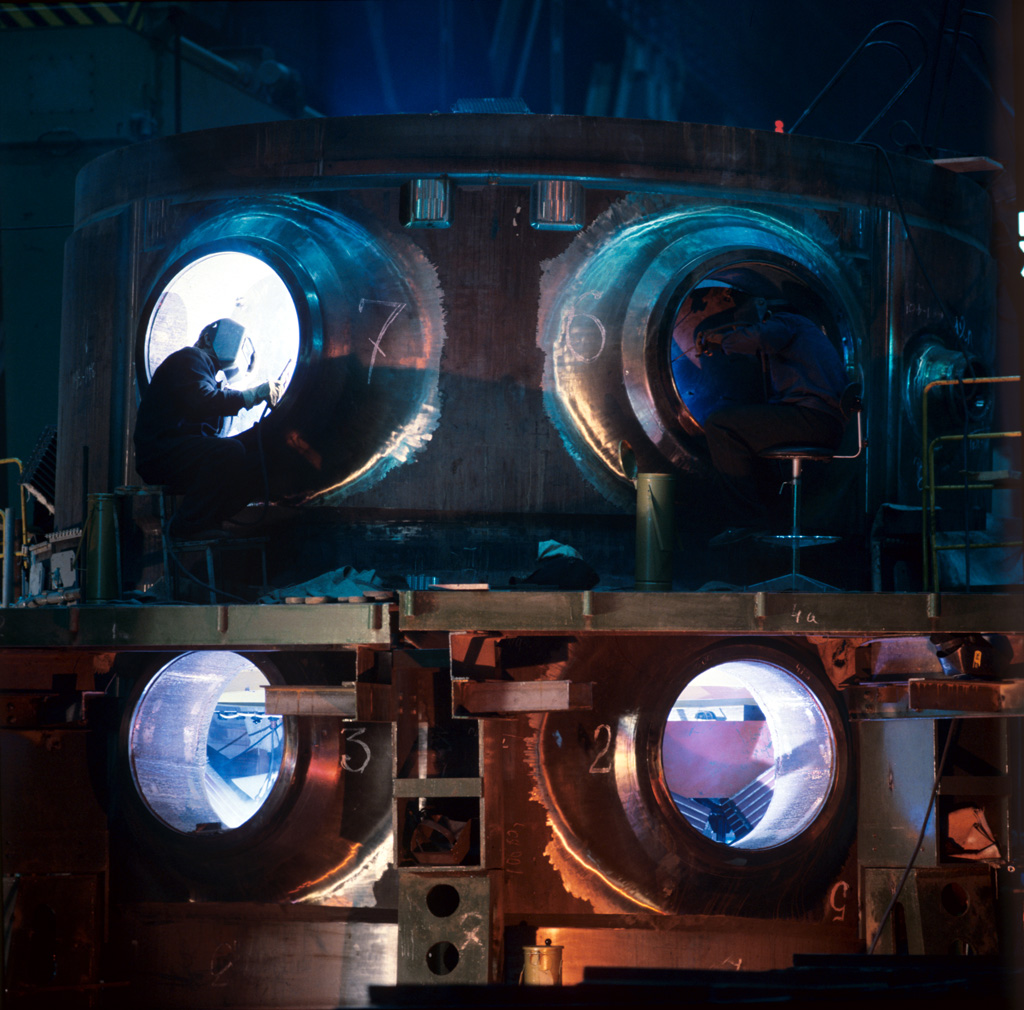
Výroba tlakové nádoby VVER-1000/320 v Atommaši v Sovětském Svazu, 1982

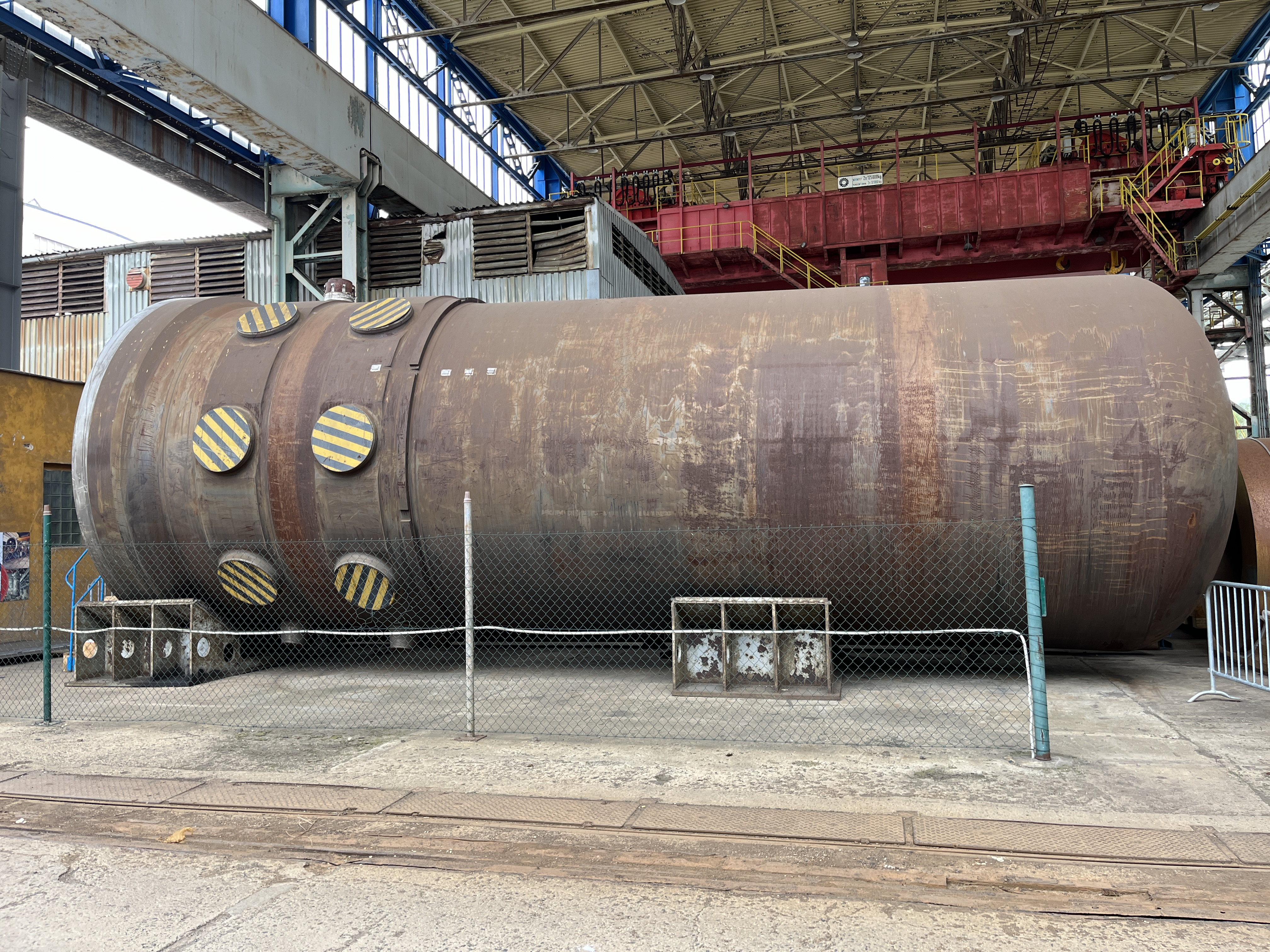
Nepoužitá tlaková nádoba VVER-440/213 u výrobce Škoda JS, původně určená pro jadernou elektrárnu Żarnowiec

Vzhledem k povaze výroby jaderné energie jsou materiály používané v RPV neustále bombardovány vysokoenergetickými částicemi, zpravidla neutrony a gamma zářením. Když se jedna z těchto částic srazí s atomem v materiálu, předá část své kinetické energie a vyrazí atom z jeho pozice v mřížce. Když k tomu dojde, tento primární "knock-on" atom, který byl přemístěn se může odrazit a vyrazit další atomy z mřížky. Tento jev může způsobit vytlačení mnoha atomů z jejich původních pozic a vytvoření mnoha typů defektů. Hromadění různých defektů může způsobit mikrostrukturální změny, které vedou k degradaci makroskopických vlastností. Kaskádová reakce způsobená primárními knock-on atomy často zanechává stopu volných míst a shluků defektů na okraji. Tento jev se nazývá kaskáda posunu. V centru kaskády přemístění je spousta volného místa, které se také může zhroutit do dislokačních smyček. Vlivem ozařování mají materiály tendenci vyvíjet vyšší koncentraci defektů, než je tomu u typických ocelí a vysoké provozní teploty vyvolávají migraci defektů. To může způsobit například rekombinaci intersticiálních a prázdných míst či shlukování podobných defektů, které mohou buď vytvářet nebo rozpouštět sraženiny a dutiny. Příklady propadů nebo termodynamicky příznivých míst pro migraci defektů jsou hranice zrn, dutiny, nekoherentní precipitáty a dislokace.
Kvůli drsným podmínkám je TNR kritickou komponentou omezující životnost elektrárny. Pochopení účinků záření na mikrostrukturu spolu s fyzikálními a mechanickými vlastnostmi materiálů umožní vědcům navrhnout slitiny odolnější vůči poškození zářením.

## Výrobci
Kvůli extrémní náročnosti na stavbu velkých tlakových nádob reaktorů a omezenému trhu je na světě jen několik výrobců:
- Česká Škoda JS[7]
- Čínská First Heavy Industries, Erzhong Group,[8] Harbin Electric a Shanghai Electric
- Francouzský Framatome (dříve Areva)[9]

- Indická dceřiná společnost L&T Special Steels and Heavy Forgings Limited konglomerátu Larsen &amp; Toubro ve spolupráci s Bhabha Atomic Research Center a NPCIL[10]

- Japonská Japan Steel Works a IHI Corporation (ve společném podniku s Toshiba, bývalá)[11]

- Ruské United Heavy Machinery (OMZ-Izhora), ZiO-Podolsk a AEM-Atommash Volgodonsk
- Jihokorejská Doosan Group
- Britská Rolls-Royce plc vyrábí reaktory pro ponorky Royal Navy Submarines